# Dendrodasys
Dendrodasys is een geslacht van buikharigen uit de familie van de Dactylopodolidae. De wetenschappelijke naam van het geslacht soort werd voor het eerst geldig gepubliceerd in 1954 door Wilke.

## Soorten
- Dendrodasys affinis Wilke, 1954
- Dendrodasys duplus Lee, 2012
- Dendrodasys gracilis Wilke, 1954
- Dendrodasys pacificus Schmidt, 1974
- Dendrodasys ponticus Valkanov, 1957
- Dendrodasys rubomarinus Hummon, 2011